# Upeo (comuna)
Upeo fue una de las comunas que integró el antiguo departamento de Curicó, en la provincia de Curicó.
En 1907, de acuerdo al censo de ese año, la comuna tenía una población de 5769 habitantes. Su territorio fue organizado por decreto del 13 de enero de 1897.

## Historia
La comuna fue creada por decreto del 13 de enero de 1897.
La comuna fue suprimida mediante la reorganización político-administrativa del país, llevada a cabo con el Decreto Ley N.º 803, del 22 de diciembre de 1925. Su territorio pasó a la comuna de Curicó.